# Samuel Hickson
Pour les articles homonymes, voir Hickson.
Stedall Charles Samuel Sam Hickson est un footballeur anglais ayant évolué au Football Club Liégeois comme avant-centre, de 1895 à 1903.
Il est le meilleur buteur des deux premiers championnats de Belgique, en 1896 et 1897. Il a marqué au moins 22 fois en 35 matchs de championnat, cependant le nombre exact de buts inscrits par saison n'est pas connu.

## Palmarès
- Champion de Belgique en 1896, 1898 et 1899 avec le Football Club Liégeois
- Meilleur buteur du Championnat de Belgique en 1896 et 1897 avec le Football Club Liégeois